# Rheum ribes
Rheum ribes L. – gatunek rośliny z rodziny rdestowatych (Polygonaceae Juss.). Występuje naturalnie w Turcji, Iraku, Iranie, Pakistanie, Afganistanie oraz południowej Rosji. 

## Morfologia
PokrójBylina dorastająca do 100 cm wysokości.
LiścieIch blaszka liściowa jest lekko skórzasta i ma niemal okrągły kształt. Mierzy 30–50 cm długości oraz 25–40 cm szerokości, jest całobrzega, o sercowatej nasadzie i tępym wierzchołku. Ogonek liściowy jest owłosiony i krótki – osiąga 1,5–4,5 cm długości. Gatka jest błoniasta.
KwiatyZebrane w wiechy rozwijają się na szczytach pędów. Listki okwiatu mają eliptyczny kształt i mierzą 3 mm długości.
OwocePodłużnie owalne, osiągają 15–18 mm długości.

## Biologia i ekologia
Rośnie na terenach skalistych. Występuje na wysokości od 1000 do 4000 m n.p.m. Kwitnie od czerwca do lipca.